# Hubkolbenpumpe

Funktionsprinzip handbetriebene Hubkolbenpumpe (Schwengelpumpe)

Eine Hubkolbenpumpe (auch Hubverdrängerpumpe genannt, umgangssprachlich auch mit der mehrdeutigen Kurzbezeichnung Kolbenpumpe bezeichnet) ist eine Verdrängerpumpe zur Förderung von Flüssigkeiten, bei der der Verdränger (Kolben) eine Hub-Bewegung, also eine geradlinige (translatorische) Bewegung, ausführt.
Ein entsprechend arbeitender Verdichter zur Förderung von Gasen wird als Kolbenkompressor bezeichnet.

## Funktionsprinzip

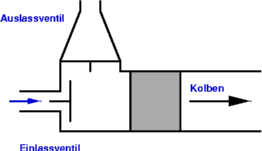
Funktionsprinzip: Kolbenpumpe beim Ansaugen

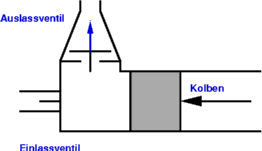
Funktionsprinzip: Kolbenpumpe beim Ausstoßen

Eine Hubkolbenpumpe besteht normalerweise aus einem Kolben, der in einem Zylinder läuft, kombiniert mit einem Zu- und einem Ablauf, die jeweils durch ein Ventil verschlossen sind.
Im ersten Takt, beim Ansaugen, bewegt sich der Kolben im Bild unten nach rechts. Das Einlassventil öffnet sich und das Fördermedium strömt in den Zylinder. Im zweiten Takt, bei der Förderbewegung, rechtes Bild, schließt sich das Einlassventil und der Kolben fährt zurück. Es öffnet sich das Auslassventil und das Fördermedium wird herausgedrückt.

## Geschichte
Bereits antike Kulturen wie die Römer verfügten über Hubkolbenpumpen zur Förderung von Wasser.
Der im 16. Jahrhundert lebende türkisch-osmanische Universalgelehrte Taqi ad-Din beschrieb in einem seiner Bücher eine komplexe Kolbenpumpe mit sechs Zylindern, Gegengewichten und Rückschlagventilen, die über eine zentrale Nockenwelle gesteuert und angetrieben wurden. Die Pumpe war mit Wasserkraft angetrieben und diente als Schöpfwerk.
Der Einsatz von Kolbenpumpen zum Pumpen von Luft wurde erstmals 1649 von Otto von Guericke erfolgreich praktiziert und diente ihm beim Versuch der Magdeburger Halbkugeln zur Herstellung eines technischen Vakuums.
Die Bedeutung des Einsatzes der Kolbenpumpen hat sich seit dem 19. Jahrhundert verschoben. Mit der Einführung der Kreiselpumpe ging der Einsatz der Kolbenpumpe bei der Förderung großer Volumen oder verschmutzter Flüssigkeiten (Trinkwasser, Abwasser) zurück. Das Prinzip von Kolbenpumpen wird beispielsweise in Dosierpumpen, handbetriebenen Förderanlagen oder zur Herstellung großer Drücke eingesetzt.

## Einsatzgebiete
Hubkolbenpumpen können, wie andere Pumpen auch, zur Förderung von Flüssigkeiten oder Gasen dienen, wobei Gase dabei auch verdichtet werden. Beim Fördern von Gasen unterscheidet man zwischen Vakuumpumpen, Kolbenverdichtern und -gebläsen, für die unterschiedliche technische Erfordernisse gelten. 
Mit Kolbenpumpen können beim Fördern von Flüssigkeiten hohe Drücke erreicht werden. Zudem ist das geförderte Flüssigkeitsvolumen genau bestimmbar (Dosierpumpe). Der Antrieb kann von Hand (zum Beispiel handbetriebene Schwengelpumpe), Elektromagneten oder durch Motoren erfolgen.

### Landwirtschaft
In der Jauchetechnik findet die Kolbenpumpe je nach Einsatzstandort in fahrbarer oder stationärer Ausführung Anwendung.
Nachteilig an Kolbenpumpen ist die prinzipbedingte Förderstrompulsation, die im angeschlossenen Leitungssystem zu intensiven Druckschwingungen (Druckpulsationen) oder mechanischen Schwingungen führen kann. Bei größeren Förderströmen werden daher mehrere – versetzt arbeitende – Zylinder vorgesehen. Alternativ können gas- oder flüssigkeitsgefüllte Pulsationsdämpfer eingesetzt werden.

## Beispiele

### Schöpfkolbenpumpe

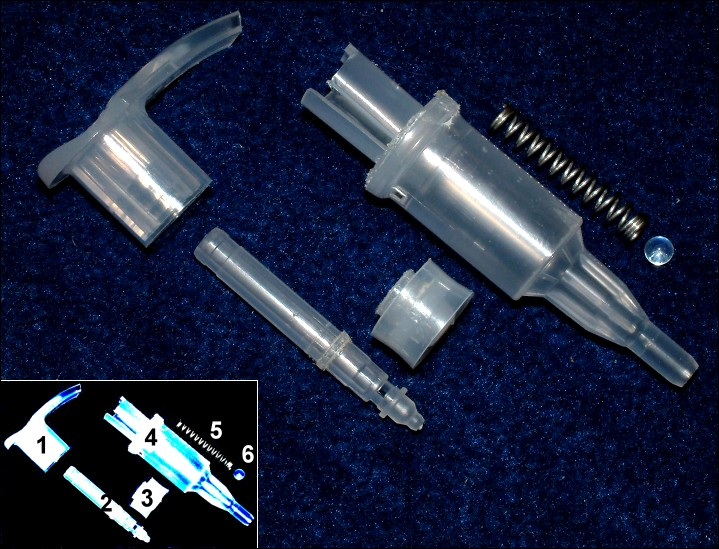
Seifenspender, zerlegt

In Schöpfkolbenpumpen sitzt das Auslassventil im Kolben selbst. Dadurch wird das zu pumpende Material im Ausschiebetakt auf die andere Seite des Kolbens befördert und von dort im nachfolgenden Ansaugtakt ausgeschoben, während gleichzeitig auf der anderen Kolbenseite neues Material angesaugt wird. Dieser Pumpentyp eignet sich zum Pumpen von hochviskosem Material und wird gerne in Fassfolgeplattenpumpen eingesetzt. Dosierpumpen basieren auf dem Prinzip der Schöpfkolbenpumpe.
Viele Seifenspender basieren auf dem Prinzip einer Kolbenpumpe. Die beiden Bilder zeigen ein Beispiel. Der Kolben (3) sitzt verschiebbar auf der Achse (2) innerhalb des Gehäuses (4). Die hohle Achse setzt sich in den seitlichen Seifenauslass (1) fort. Beim Drücken des Kopfs (1) gibt der Kolben den Zulauf über die seitlichen Löcher am unteren Ende der Achse frei. Gleichzeitig wird die Feder (5), die am unteren Ende im Gehäuse abgestützt ist, gespannt. Die Seife drückt die Kugel (6) nach unten und verschließt den Zulauf. Beim Loslassen des Knopfs kehren sich die Durchlass- und Schließfunktionen der Ventile um. Seife wird angesaugt und füllt das Gehäuse. Ein erneutes Drücken presst die Seife aus dem Spender.

### Membranpumpe
Bei einer Membranpumpe wird das Fördermedium statt durch einen Kolben durch eine Membran angesaugt bzw. ausgestoßen. Man unterscheidet hierbei mechanisch angelenkte Membranpumpen und hydraulisch angelenkte Membranpumpen (auch: Kolben-Membranpumpen). Bei letzteren wird die Membran (typische Werkstoffe sind etwa PTFE oder Stahl) beidseitig mit Druck belastet und hat keine äußeren Kräfte abzustützen. Mit hydraulisch angelenkten Membranpumpen wurden daher bereits Drücke bis zu 3500 bar erreicht.

### Kolbenpumpen an Dampflokomotiven

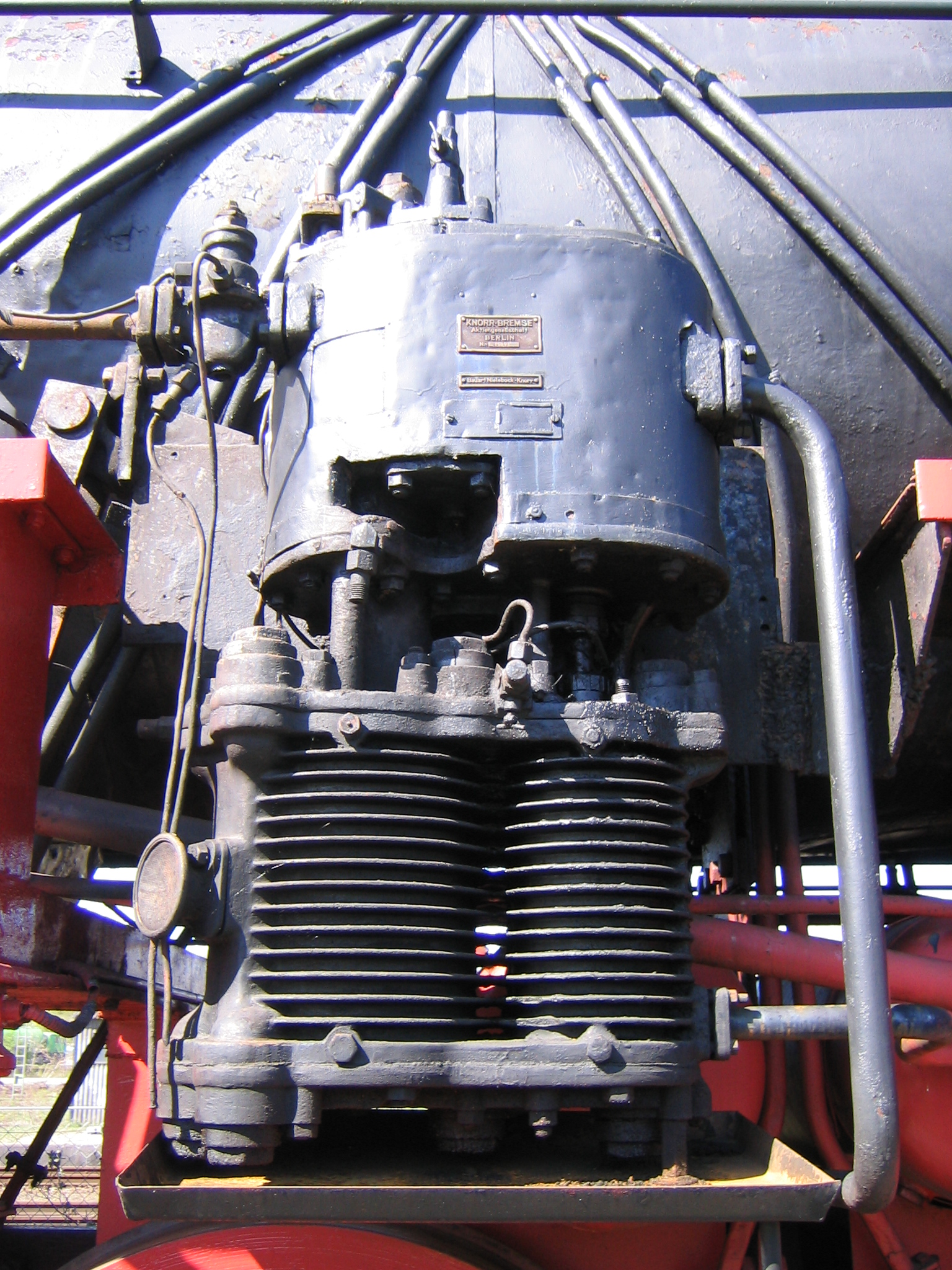
Doppelverbundluftpumpe Bauart Nielebock-Knorr

Dampfbetriebene Kolbenpumpen sind schwungradlose Dampfmaschinen, bei denen Antriebskolben und Arbeitskolben auf einer gemeinsamen Kolbenstange aufgekeilt sind. Kolbenpumpen arbeiten mit Volldruck, denn es gibt keine Steuerungseinrichtung, die die Dampfzufuhr während der Arbeitsbewegung absperren könnte, so dass die Expansion des Dampfes genutzt werden könnte. Die Umsteuerung erfolgt am Ende des jeweiligen Arbeitshubes, weshalb der Dampf mit Betriebsdruck aus dem Arbeitsraum entweicht. Das erzeugt das für diese Pumpen typische und bei ungenügender Dämpfung peitschende Arbeitsgeräusch. Um den Nachteil der Volldruckarbeitsweise wenigstens teilweise auszugleichen, sind Kolbenpumpen entwickelt worden, die mit Verbundwirkung arbeiten. Hat der Dampf seine Wirkung im kleineren Hochdruckzylinder getan, wird er über die Steuerung der Pumpe in den größeren Niederdruckteil geleitet, wo er weiter entspannt wird und einen Teil seiner Wärmeenergie abgeben kann. Erst nach dieser zweiten Stufe gelangt der Dampf über den Auspuff ins Freie oder wird einer Vorwärmeinrichtung zugeführt, in welcher dem Dampf weitere Energie entzogen wird, um das Kesselspeisewasser vorzuwärmen. Siehe auch: Duplexpumpe
Im Arbeitsteil der Pumpe wird entweder Luft für die Bremseinrichtungen und sonstige Hilfseinrichtungen verdichtet oder die Kolbenpumpe fördert vorgewärmtes Speisewasser in den Kessel. Auch beim Arbeitsteil der Luftpumpen ist oft eine mehrstufige Arbeitsweise zur Ausführung gekommen, um den Wirkungsgrad zu verbessern.
Es sind Aggregate gebaut worden bis hin zur Doppelverbundluftpumpe, die aus zwei parallelgeschalteten Kolbenpumpen bestehen.

### Weitere Bauformen

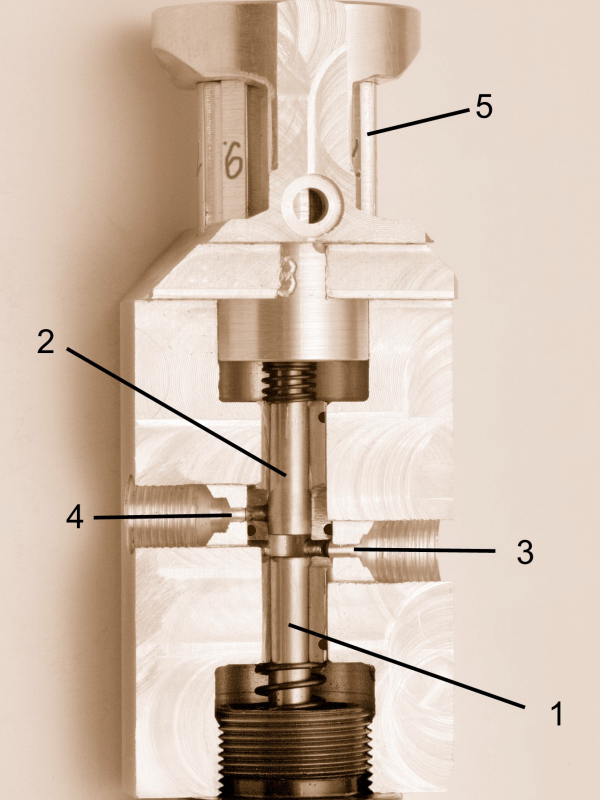
Inline-Pumpe: Der von einem Aktor angetriebene Druckkolben (1), fördert das durch den Einlass (3) in die Pumpe eingedrungene Medium in einer Vorwärtsbewegung mittels Gegendruck des Steuerkolbens (2) über den Auslass (4). Die Mengensteuerung wird mit der Verstellhülse (5) vorgenommen. Der Maximalhub wird durch den Abstand Einlass – Auslass gegeben. Die Einstellung kann kontinuierlich oder abgestuft erfolgen.

- Die Inline-Pumpe, eine Doppelkolbenpumpe, ist eine Sonderform der Kolbenpumpe, bei der zwei Kolben in einer Hülse das Pumpenspiel erledigen.
- Eine weitere Variante ist die Vibrations-, Schwinganker- oder Schwingkolbenpumpe die auch als Variation einer Freikolbenmaschine möglich ist.
- Eine Fahrrad-Luftpumpe arbeitet wie eine Hubkolbenpumpe, ist aber aus technischer Sicht ein Kolbenkompressor, da sie ein Gas fördert und dementsprechend als Verdichter arbeitet. Der Kolben dichtet bei einfachen Pumpen nur bei der Auslassbewegung den Zylinder ab und übernimmt so die Aufgabe des Einlassventils. Das Auslassventil ist oft nicht in der Pumpe integriert. Mit einer einfachen Fahrradpumpe lässt sich deshalb kein Luftballon aufpumpen. Als Auslassventil fungiert das Ventil des Fahrradschlauchs.
- Die Axialkolbenpumpe und die Radialkolbenpumpe sind weitere Bauformen von Kolbenpumpen. Bei diesen beiden oben genannten Bauformen werden Flüssigkeiten, vor allem Mineralöle und Sonderflüssigkeiten (z. B. HFA, HFC, HFD, Bohremulsion) gefördert. Das Einsatzgebiet derartiger Hydraulikpumpen ist breit gefächert: von Werkzeugmaschinen, hydraulischen Fahrantrieben (z. B. Bau- und Landwirtschaftsmaschinen) und Prüfständen bis hin zu Windkraftanlagen.
- Die Saugpumpe ist eine Pumpe, bei der sich der Verdränger außerhalb des zu fördernden Mediums befindet.